# Villa di Arena Metato

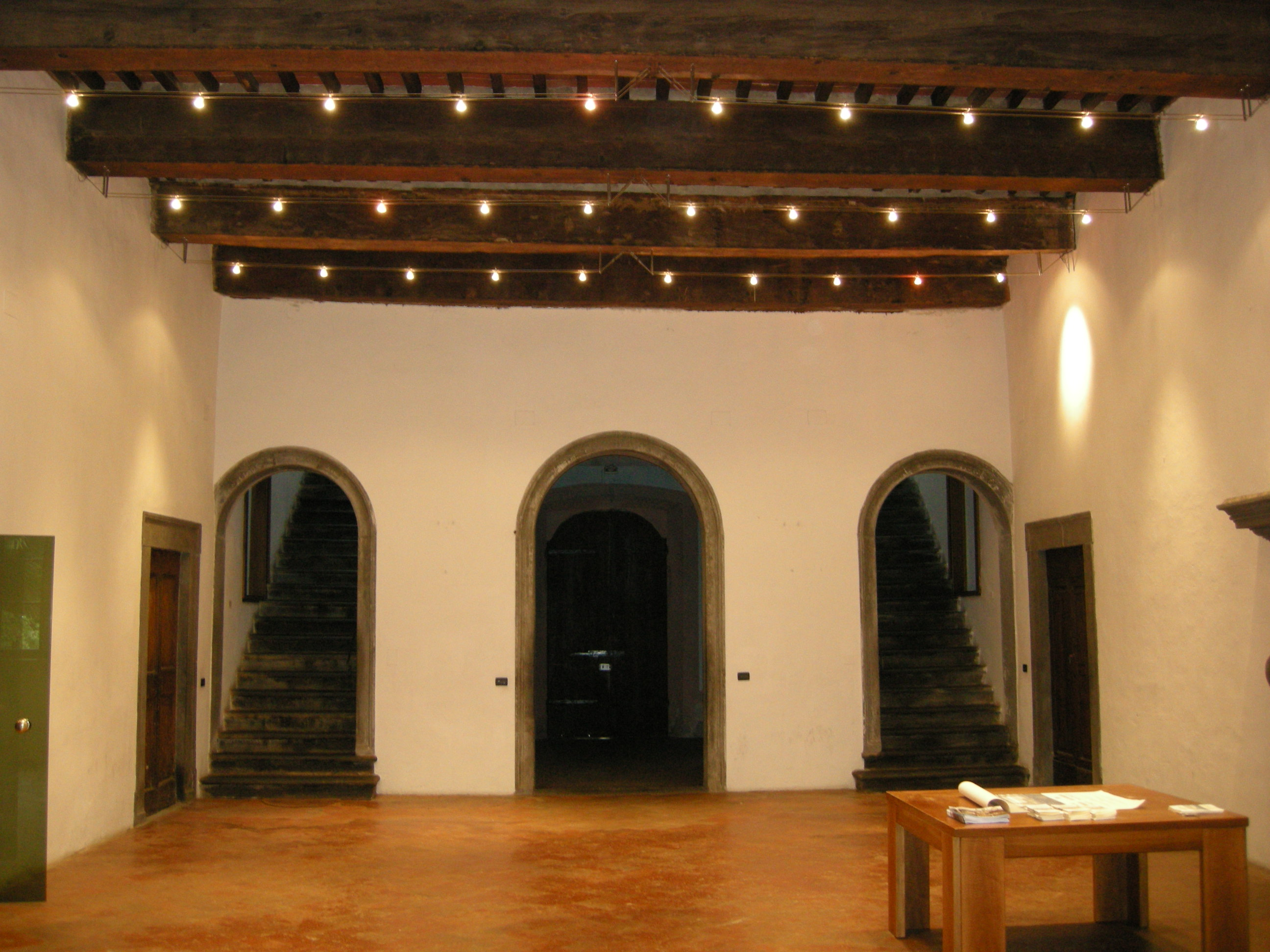
Salone interno

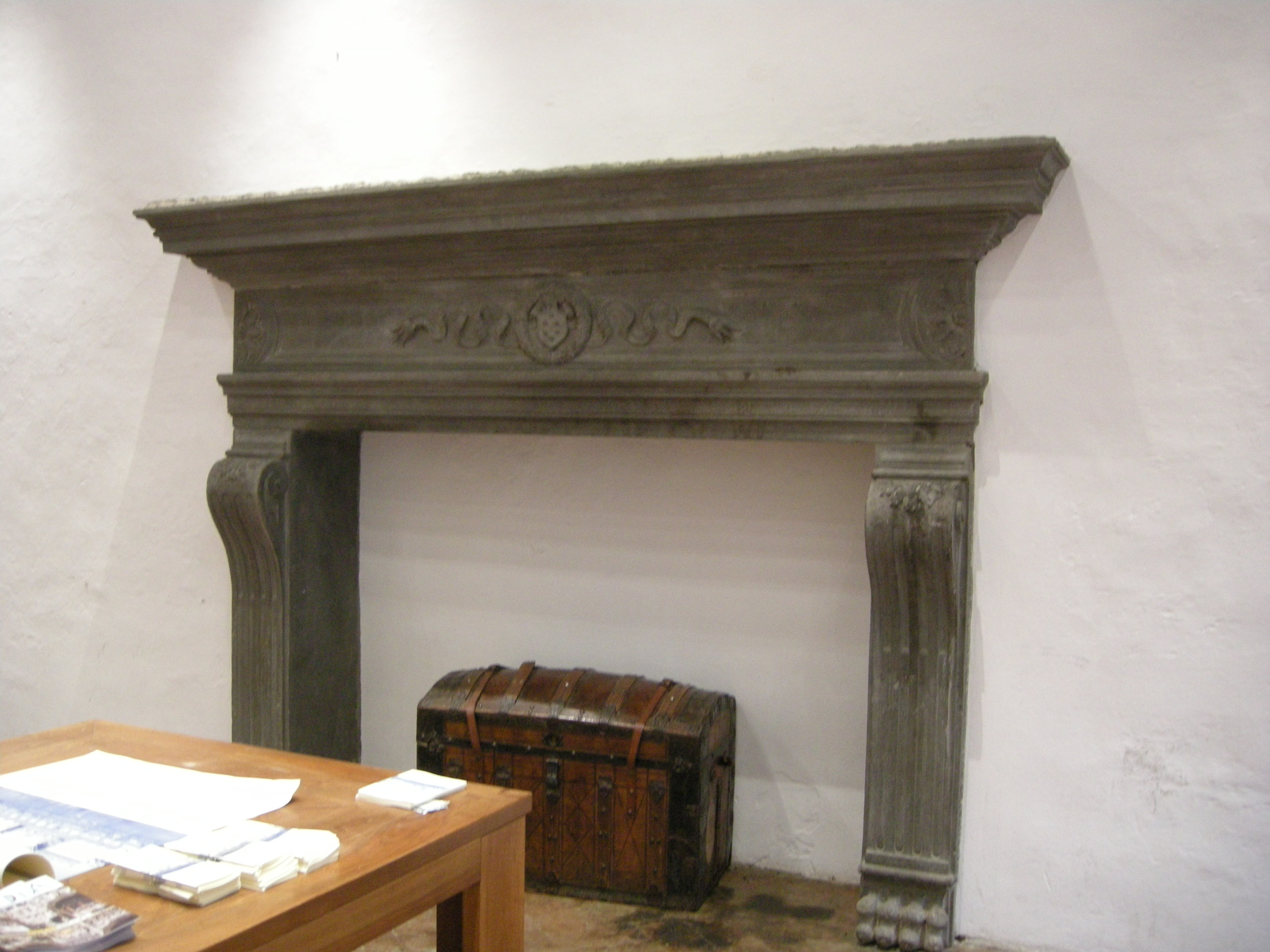
Il camino con stemma

La villa medicea di Arena Pisana, detta anche villa L'Ammiraglio, si trova presso la frazione Arena Metato nel comune di San Giuliano Terme, in via Cavour 35.

## Storia e descrizione
Costruita nella seconda metà del XVI secolo da Giulio dei Medici, figlio naturale di Alessandro de' Medici, a sua volta figlio naturale di Lorenzo duca d'Urbino e di una schiava africana, è stata sua residenza dal 1563 quando venne nominato dallo zio Cosimo I ammiraglio della flotta medicea a porto Pisano (Livorno) e dell'Ordine dei cavalieri di Santo Stefano nel 1563.
La villa, che viene attribuita al Buontalenti o al Francavilla, è disposta su due piani con finestre inginocchiate timpanate in pietra serena, in tipico stile fiorentino. La pianta è rettangolare, con due torrette alle estremità della facciata e con una facciata posteriore a capanna con scalinata. Un grande stemma mediceo in marmo, con la croce di cavalieri di Santo Stefano e la corona granducale, si trova sopra al portone principale, che conduce all'interno, composto da un grande salone con un camino in pietra serena, pure con stemma mediceo, da cui si dipartono gli altri ambienti, con soffitti lignei o affrescati, e una doppia rampa di scale per il piano superiore. Due sale sono a volta, dipinte da ignoto pittore pisano nel XIX secolo.
Dagli anni settanta del XX secolo la villa è di proprietà dei coniugi Cerretti/Piacentino, che l'hanno restaurata dopo decenni di abbandono.
Il parco che circonda la villa per ben settemila metri quadrati, possiede numerosi lecci secolari.